# Фтороплутонат(V) цезия
Фтороплутонат(V) цезия — неорганическое соединение,
комплексный фторид плутония и цезия
с формулой CsPuF6,
зелёные кристаллы.

## Получение
- Пропускание фтора через нагретую смесь фторида цезия и тетрафторида плутония:

{\displaystyle {\mathsf {2CsF+2PuF_{4}+F_{2}\ {\xrightarrow {350^{o}C}}\ 2CsPuF_{6}}}}
- Реакция гексафторида плутония и фторида цезия[1]:

{\displaystyle {\mathsf {2CsF+2PuF_{6}\ {\xrightarrow {}}\ 2CsPuF_{6}+F_{2}}}}

## Физические свойства
Фтороплутонат(V) цезия образует зелёные кристаллы
гексагональной сингонии,

параметры ячейки a = 0,8006 нм, c = 0,8370 нм, Z = 3,
структура типа CsUF6.

## Химические свойства
- Реагирует с водой.